# FS Gauss
Le FS Gauss est un ancien navire océanographique allemand (FS, en allemand : Forschungsschiff) de l'Agence fédérale maritime et hydrographique allemande (BSH) 
Après son déclassement, le Gauss a été mis en vente par un processus d'adjudication de la société VEBEG GmbH et vendu le 15 février 2007 à 4,25 millions d'euros à la société néerlandaise Fugro. Le navire est maintenant exploité sous le nom de M.V. Fugro Gauss sous le pavillon de Gibraltar de FUGRO OSAE à Brême. La gestion incombe à la société basée à Brême, Jasmund Shipping. Il est utilisé, entre autres, dans les travaux d'arpentage et dans l'industrie offshore.

## Historique
Le navire a été construit à Lübeck-Travemünde sur le chantier naval Schlichting. La pose de la quille a eu lieu le 18 juin et la mise à l'eau le 2 novembre 1979 et baptisé par sa marraine Elisabeth Gscheidle, l'épouse du ministre fédéral des Transports de l'époque. L'achèvement du navire a eu lieu le 2 mai 1980 et le 6 mai, il a été mis en service.
Le navire avait six laboratoires et deux ateliers. Il a accueilli 20 membres d'équipage et 12 scientifiques et techniciens. Les domaines d’utilisation du navire comprenaient la protection de l’environnement marin, la recherche marine et les essais de dispositifs nautiques.
En 1982, le navire a été présenté à Monaco comme le navire de recherche le plus moderne au monde à l'époque. Un an plus tard, il testait des bouées de sauvetage en mer au Cap Nord. Il a également participé à un projet Spacelab visant à identifier la pollution par les hydrocarbures dans les océans. En 1986, après la catastrophe nucléaire de Tchernobyl, le Gauss a été le premier à prélever des échantillons d’eau contaminée dans la mer Baltique. En 1995, le Gauss a pu enquêter sur la radioactivité de l'épave du naufrage du 7 avril 1989, le sous-marin nucléaire russe K-278 Komsomolets. En plus, il a traversé l'Atlantique à cinq reprises pour déterminer l'impact de l'océan sur le climat. 
Le navire a été désarmé le 27 novembre 2006 après 468 missions et plus de 707.000 milles marins parcourus en raison de la réduction nécessaire de la flotte de BSH pour des raisons de coût.
La propulsion du navire est diesel-électrique. L'électricité est produite par trois générateurs diesel MaK, chacun d'une puissance de 1.300 kW. Les moteurs de traction sont deux moteurs électriques qui agissent sur une hélice fixe à entraînement électrique. De plus, le navire est équipé d'un propulseur d'étrave.

### Note et référence
- (de) Cet article est partiellement ou en totalité issu de l’article de Wikipédia en allemand intitulé « Gauss (Schiff, 1980) » (voir la liste des auteurs).